# Český horolezecký svaz
Český horolezecký svaz (ČHS, anglicky: Czech Climbing Federation) je spolek, jehož hlavním smyslem existence je podpora horolezectví ve všech jeho formách a disciplínách včetně skialpinismu, prosazování a zastupování zájmů svých členů ve vztahu k jiným horolezeckým organizacím, orgánům ochrany přírody, veřejné správy apod. a celkové vytváření podmínek pro to, aby se tento sport mohl v ČR rozvíjet na rekreační i špičkové úrovni. Mezi disciplíny horolezectví patří alpinismus, sportovní lezení, soutěžní lezení, tradiční lezení, ledolezení / drytooling a bouldering.
Český horolezecký svaz každoročně vyhodnocuje nejlepší výkony českých sportovců ve výše zmíněných disciplínách a uděluje ocenění Výstupy roku.
Většina členů ČHS, kterých je v současnosti (2025) téměř 30 000 a jsou sdruženi převážně do více než 360 horolezeckých oddílů, se horolezectví a dalším blízkým disciplínám věnuje ve volném čase. Profesionálové jako Adam Ondra patří ve svých disciplínách k absolutní světové špičce.

## Historie
Český horolezecký svaz byl založen v roce 1990 a navázal tak na činnost horolezeckých organizací, které na území ČR působily dříve. Předchůdci ČHS byly například Český odbor Slovinského planinského družstva (1897–1914) nebo Klub alpistů československých (KAČs, založen 1924). V 50. letech byl KAČs spolu s dalšími horolezeckými spolky (horolezecký odbor Klubu českých turistů...) a slovenským spolkem JAMES "včleněn" po různých peripetiích do ČSTV (Československého svazu tělesné výchovy a sportu, od roku 1990 Českého svazu tělesné výchovy) jako Horolezecký svaz. Po rozdělení Československa v roce 1993, vznikl v České republice Český horolezecký svaz.

## Oblasti činnosti
Činnost ČHS zajišťují především odborné sekce a komise a je zaměřena na čtyři hlavní oblasti: sport, vzdělávání, skalní oblasti, mládež.
- Centrální vrcholová komise
- Sekce vzdělávání
- Sekce reprezentace a talent
- Sekce domácí soutěže
- Komise alpinismu

### Sport
Mezi hlavní činnosti patří organizace lezeckých / skialpinisických závodů, sestavení a zajištění reprezentací ČR (reprezentace ve sportovním lezení, reprezentace závodního skialpinismu, reprezentace soutěžního ledolození / drytoolingu, reprezentace alpinismu). 
Disciplínami sportovního lezení jsou lezení na obtížnost, lezení na rychlost a boulder. Na mezinárodní úrovni zastřešuje sportovní lezení Mezinárodní federace sportovního lezení - IFSC. Od roku 2020/2021 je zahrnuto me mezi olympijské sporty. V Tokiu 2021 se závodilo v kombinaci všech disciplín (obtížnost, boulder a rychlost), v Paříži 2024 již byly disciplíny částečně rozděleny na samostatnou rychlost a kombinaci boulder a obtížnost. V Los Angeles 2028 se již dočkají samostatné sady medailí všechny disciplíny. 
Skialpinismus se dělí na turistickou (tradiční), extrémní a závodní formu. Závodní skialpinismus zastřešuje na mezinárodní úrovni Mezinárodní skialpinistická federace - ISMF. V roce 2026 bude mít skialpinismus premiéru na Zimních olympijských hrách (Miláno / Cortina). Závodit se zde bude v disciplínách sprint a smíšená štafeta. 
Soutěžní ledolezení / drytooling zahrnuje dvě disciplíny - lezení na obtížnost a lezení na rychlost. Na mezinárodní úrovni je zastřešeno Mezinárodní federací alpinismu - UIAA. Stejnou organizací je zastřešen také alpinismus zahrnující široké spektrum činností v horský terénu velehorského rázu. ČHS vede tříletý výcvikový program Sokolíci, který vychovává mladé talentované lezce se zájmem o big wally a lezení v horách.

### Skály
ČHS vytváří vhodné podmínky pro provozování horolezectví na skalách České republiky, vyjednává povolení lezení s orgány ochrany přírody a s vlastníky pozemků, dohlíží na dodržování pravidel a podmínek lezení, eviduje lezecké oblasti a cesty, provádí školení osazování jištění a dle možností provádí namátkovou kontrolu a případnou údržbu jištění. Prostřednictvím databáze Skály ČR informuje veřejnost o existujících horolezeckých výstupech a aktuálních pravidlech a omezeních horolezecké činnosti. Činnosti týkající se skalních oblastí zajišťuje Centrální vrcholová komise, oblastní vrcholové komise a dobrovolní správci skal.

### Vzdělávání
Jednotlivé sekce / komise ČHS organizují otevřené vzdělávací a metodické akce pro členy ČHS i pro širokou lezeckou veřejnost, školení a výcviky instruktorů pro oblast horolezectví a stavění lezeckých cest. ČHS dále uděluje certifikát Garantované horoškoly ČHS horoškolám, jejichž výuka odpovídá standardům ČHS.

### Mládež
ČHS se dlouhodobě věnuje podpoře mládeže, která má zájem o horolezectví. Hlavním nástrojem práce s mládeží je Síť klubů mládeže.

## Ocenění horolezců

### Čestný člen Českého horolezeckého svazu
Titul je udělován rozhodnutím Valné hromady za celoživotní horolezecké výkony, kterými se horolezci zapsali do dějin českého nebo československého horolezectví. Titul lze udělit žijící osobě nebo in memoriam, výjimečně se uděluje též zahraničním osobám.
- Rudolf Antoníček
- Karel Cerman
- Alena Čepelková
- Jan Červinka
- Zuzana Hofmannová
- Radek Jaroš
- Blažena Karasová
- Oldřich Kopal
- Karel Krombholz
- Zdeněk Kropáček
- Radovan Kuchař
- Jiří Novák
- Zorka Prachtelová
- Vladimír Procházka[10]
- Josef Rakoncaj
- Ladislav Ryska
- Josef Sekyra
- Pit Schubert
- Jarýk Stejskal[11]
- Vladimír Suchý
- Bohumil Svatoš
- Marian Šajnoha
- Vlastimil Šmída
- Gerhard Tschunko
- Helmut Weigel
- Ľudovít Záhoranský

### Další ocenění ČHS
- Horolezec roku
- Výstup roku

### Mezinárodní ocenění
- Zlatý cepín (Francie)
- Sněžný leopard (Rusko)
- Pražský křišťálový cepín (Česko)
- Salewa Rock Award (Itálie, IFSC)
- La Sportiva Competition Award (Itálie, IFSC)

### Dřívější ocenění
- Horolezec ČSSR - stříbrný, bronzový a zlatý odznak bylo možné získat po splnění výkonnostních podmínek
- Mistr sportu ČSSR (v horolezectví)